# Das Schlangenei
Das Schlangenei ist ein historisches Filmdrama des schwedischen Regisseurs Ingmar Bergman aus dem Jahr 1977. Die deutsch-amerikanische Koproduktion erzählt die Geschichte eines arbeitslosen Zirkusakrobaten vor dem Hintergrund eines verarmenden Berlin während der Hyperinflation Ende 1923.

## Handlung
Der jüdisch-amerikanische Trapezartist Abel Rosenberg lebt im Winter 1923 mit seinem Bruder Max in Berlin. Seit Max’ Verletzung sind beide ohne Engagement. Eines Nachts findet er Max erschossen in ihrem Pensionszimmer vor. Durch weitere Todesfälle in Abels entferntem Bekanntenkreis gerät er bei der Polizei in Verdacht. Ein früherer Bekannter Abels, der Wissenschaftler Vergérus, bietet ihm und Max’ Witwe Manuela ein Zimmer und Arbeit auf dem Gelände seiner Klinik an. Vergérus entpuppt sich als der Verantwortliche hinter der Serie von Gewalttaten, der mit hungernden Arbeitslosen grausame Experimente anstellt und diese filmt. Als er verhaftet werden soll, tötet er sich mit einer Zyankalikapsel. Vor seinem Tod prophezeit er das Aufkommen einer neuen politischen Bewegung in Deutschland, die die Wut, Angst und Frustration in der Bevölkerung für sich nutzbar machen wird: „Jeder kann sehen, was die Zukunft bringt. Es ist wie ein Schlangenei. Durch die dünnen Häute kann man das fast völlig entwickelte Reptil deutlich erkennen.“ Manuela wird in eine Nervenheilanstalt eingewiesen, Abel, der in die Schweiz abgeschoben werden soll, taucht in der Menge unter. Der Schlusstitel verrät, dass Abel seitdem spurlos verschwunden blieb.

## Hintergrund
Das Schlangenei war Bergmans erster nicht in Schweden gedrehter Film, nachdem er aufgrund einer (bald wieder fallengelassenen) Anklage wegen Steuerhinterziehung das „Exil“ in Deutschland gewählt hatte. Der Film wurde in München gedreht, wo Bergman sich niedergelassen hatte.
Der Titel bezieht sich auf ein Zitat aus William Shakespeares Drama Julius Caesar:
And therefore think him as a serpent’s egg
Which hatch’d, would, as his kind grow mischievous;
And kill him in the shell.
(Darum denkt ihn wie ein Schlangenei,
Das, ausgebrütet, verderblich würde wie seine ganze Art
Und also tötet ihn noch in der Schale.)
Bergmans erste Wahl für die männliche Hauptrolle war Dustin Hoffman, der die Rolle aber ebenso ablehnte wie Robert Redford, Richard Harris und Peter Falk. Schließlich fiel die Wahl auf David Carradine. Der Film entstand für die damals große Summe von 9,2 Millionen Deutsche Mark. Der Filmarchitekt Rolf Zehetbauer baute für Das Schlangenei die komplette Alt-Berliner Bergmannstraße auf dem Atelier-Gelände von Geiselgasteig auf. Für Kontroversen sorgte Bergmans Entscheidung, für eine Szene, in der hungernde Berliner einen Pferdekadaver in Stücke schneiden, ein Pferd töten zu lassen.
Das Schlangenei startete am 26. Oktober 1977 in den bundesdeutschen Kinos und in Bergmans Heimat Schweden am 28. Oktober 1977. In den USA lief der Film am 26. Januar 1978 an, in den Kinos der DDR am 16. Mai 1980.
Mit dem Film versuchte Bergman, seine Bewunderung des Faschismus als Jugendlicher zu bewältigen.

## Kritiken
„Ingmar Bergman versucht in seinem vierzigsten Spielfilm (seinem ersten außerhalb Schwedens), anhand einer oft kolportagehaften Fabel die Genese des Faschismus zu analysieren. Mit seiner dick aufgetragenen Weltuntergangssymbolik und einer karikaturhaften Typenzeichnung wirkt der Film jedoch eher grob und aufdringlich tiefsinnig.“

„Bergmans erster in Deutschland gedrehter Film, mit internationaler Besetzung und großem Aufwand entstanden, erscheint ein wenig verbindlicher und konventioneller als seine vorherigen Arbeiten.“

## Buchveröffentlichung
- Ingmar Bergman: Das Schlangenei: Filmerzählung. Übersetzt aus dem Schwedischen von Heiner Gimmler. Hinstorff, Rostock 1979.